# Michael Coats
Michael Lloyd Coats (Sacramento, 16 januari 1946) is een voormalig Amerikaans ruimtevaarder. Coats zijn eerste ruimtevlucht was STS-41-D met de spaceshuttle Discovery en vond plaats op 30 augustus 1984. Tijdens de missie werden er drie communicatiesatellieten in een baan rond de aarde gebracht.
In totaal heeft Coats drie ruimtevluchten op zijn naam staan. In 1991 verliet hij NASA en ging hij als astronaut met pensioen. Van 2005 t/m 2012 was hij directeur van het Johnson Space Center.